# 작은 고추
"작은 고추"는 1986년에 개봉한 대한민국의 영화이다.

## 캐스팅
- 최재성 : 세일 역
- 선우일란
- 남궁원
- 최민희
- 양택조
- 국정환
- 김성찬
- 문태선
- 주상호
- 전숙
- 어수경
- 이기영
- 이영호
- 송혜정
- 신동욱
- 권일정
- 홍충길
- 정주연
- DJ브라운 (특별출연)
- 알퍼트 (특별출연)
- 스턴퍼드 (특별출연)
- 남궁희숙 (특별출연)